# Asellus Australis
Asellus Australis (Asinello meridionale, δ Cancri, 47 Cancri) è una stella della costellazione del Cancro, la seconda più brillante della costellazione. Dista 136 anni luce dal sistema solare, e la sua magnitudine apparente è +3,94.
Delta Cancri è situata appena a 5 minuti d'arco a nord dell'eclittica, di conseguenza sono frequenti le sue congiunzioni con la Luna o i pianeti, mentre in casi più rari è possibile anche un'occultazione.
È una stella gigante arancione distante 220 anni luce di classe spettrale K0III. La sua massa è un paio di volte quella del Sole, mentre il raggio è 11 volte superiore.